# Peperomia alata
Peperomia alata – gatunek rośliny z rodziny pieprzowatych. Występuje na kontynentach amerykańskich w strefie międzyzwrotnikowej od północnej Argentyny i południowej Brazylii po północny Meksyk i Florydę. Na Florydzie występuje rzadko, znana jest na razie tylko z hrabstwa Collier. Rośnie na bagnach na terenach nisko położonych.

## Morfologia
PokrójWieloletnia, kłączowa roślina zielna o łodygach słabo rozgałęziających się lub nierozgałęzionych, podnoszących i wspinających się. Osiąga do 30 cm wysokości, jest naga.
LiścieSkrętoległe, krótkoogonkowe, z ogonkiem u nasady nieco obejmującym łodygę i ze zbiegającymi liniami wzdłuż międzywęźli. Blaszka eliptyczna do lancetowatej, z 3–5 głównymi żyłkami wychodzącymi od jej nasady, zaostrzona na wierzchołku, o długości do 4 cm, naga.
KwiatyZebrane w zwarte kłosy szczytowe o długości do 13 cm.